# Emów
Emów – wieś sołecka w Polsce położona w województwie mazowieckim, w powiecie otwockim, w gminie Wiązowna.
| SIMC    | Nazwa    | Rodzaj    |
| ------- | -------- | --------- |
| 0009946 | Mądralin | część wsi |

Miejscowość jest odrębną jednostką pomocniczą w gminie Wiązowna o nazwie Osiedle Emów.
W latach 1975–1998 miejscowość administracyjnie należała do województwa warszawskiego.
Nazwa została nadana w 1865 r. na cześć Emmy, córki hr. Maltzana, dawnego właściciela dóbr Wiązowna. Po wojnie do Emowa przyłączono osiedle Białek, tworząc tym samym rozległą wieś nad brzegami rzeki Świder i Mieni o wspólnej już nazwie Emów.
Położona w Mazowieckim Parku Krajobrazowym i rezerwacie przyrody Świder. Nad Mienią w Emowie rośnie pomnik przyrody – okazały dąb szypułkowy „Bartek Mazowiecki” o obwodzie ok. 587 cm (w 2011) i wieku ok. 300 lat.
Przez miejscowość przebiega droga wojewódzka nr 721, a jej północno-wschodnią granicę stanowi droga krajowa nr 17 relacji Warszawa – Lublin.
Na terenie miejscowości znajdują się:
- Centralny Ośrodek Szkolenia ABW (Agencji Bezpieczeństwa Wewnętrznego)[9],
- Dom Pracy Twórczej Polskiej Akademii Nauk „Mądralin”,
- kompleks działek rekreacyjnych Rady Ministrów, obecnie część budynków wykorzystywana jest przez cały rok,
- zbiorowa mogiła powstańców styczniowych na skarpie rzeki Świder[10].

Wierni Kościoła rzymskokatolickiego należą do parafii św. Wojciecha Biskupa i Męczennika w Wiązownie.